# Trident Juncture 2015
Trident Juncture 2015 (укр. Трайдент джанкче) — військові навчання сил НАТО та інших держав у 2015 році. Метою навчань була демонстрація підвищеного рівня боєготовності НАТО, адаптованого до нових умов, та здатності Альянсу реагувати на нові виклики безпеці. За свідченням окремих ЗМІ ці навчання  стали одними з найбільших навчань Альянсу за останнє десятиріччя.
У навчаннях брали участь близько 36 тисяч військовослужбовців з 30 країн світу.

## Сценарій навчань
В одному зі сценаріїв маневрів сили НАТО захищали країну «Лакутію» від більш сильного регіонального супротивника під умовною назвою «Камон». При цьому в описі сценарію говорилось, що крім власне військових навичок він допоможе силам НАТО відточити вміння використовувати «м'яку силу і публічну дипломатію», а також «діяти в контрольованому і ворожому медіасередовищі».
Також одним з аспектів маневрів стало випробування нещодавно створених в рамках НАТО сил швидкого реагування, що базуються в Східній Європі.

## Участь України
Український військово-транспортний літак Іл-76МД був залучений до відпрацювання спільних завдань із НАТО за сценарієм повітряної фази навчання. Тренування відбулися на території Італії та Іспанії з 19 по 28 жовтня.